# 横山友美佳
横山 友美佳（よこやま ゆみか、1987年3月2日 - 2008年4月17日）は、日本の元バレーボール選手。中国・北京市生まれ。山梨県甲府市出身。

## 来歴
小学校3年生より体力強化のためにバレーボールを始める。10歳の時、甲府市へ移住し、その後日本国籍を取得。甲府市立城南中から下北沢成徳高校に入学。1学年先輩の木村沙織と共に将来を嘱望され、高校1年生時に春高バレー準優勝を経験。
2004年、高校2年生で全日本代表に初選出。アテネオリンピックには出場できなかったが、7月に開催されたワールドグランプリに最年少メンバーとして出場した。同年9月、アジアジュニア選手権準優勝。
その後、2005年3月に発症したがん治療のため、国立がんセンター中央病院へ入院し院内の都立墨東養護学校（現東京都立墨東特別支援学校）いるか分教室へ転校。2006年4月早稲田大学教育学部に入学するも、がん再発のため6ヶ月で自主退学した。
2008年4月17日、横紋筋肉腫のため死去。21歳没。
がん発症までのバレーボールに打ち込んだ18年間と、がん闘病のかたわらで大学受験やアルバイトなど新たな経験を重ねた3年間の日々を綴った手記『明日もまた生きていこう 十八歳でがん宣告を受けた私』が、2008年5月22日にマガジンハウスより刊行された。
2010年10月25日、TBS系列で、横山の著書を原作としたドラマ『明日もまた生きていこう』が放送された。

## 球歴
- 所属チーム履歴

甲府市立城南中学校→下北沢成徳高等学校
- 全日本代表 - 2004年

## 人物・エピソード
- 尊敬する選手は、高校の先輩であった大山加奈。
- 実妹もバレーボール選手であり、ユース日本代表にも選出されている。
- 親友である木村沙織は何度もお見舞いに訪れたという。（月刊バレーボール2008年6月号）

## 著書
- 『明日もまた生きていこう 十八歳でがん宣告を受けた私』（2008年5月22日、マガジンハウス、ISBN 978-4-8387-1871-9）